# Хивел ап Йорверт (лорд Гвинллуга)
Хивел ап Йорверт (валл. Hywel ap Iorwerth;) — лорд Гвинллуга и Каэр-Леона. Хивел был сыном Йорверта и его жены Анхарад, которая была дочкой Ухтрида, епископа Ллан-Дафа.

## Биография
Хивел был потомком Риддерха ап Иестина, правителя большей части южного Уэльса, чей внук Карадог ап Грифид был убит в битве при Минидд Карн в 1081 году. К моменту смерти Карадога норманны взяли под свой контроль Гвент и Гвинллуг, а в последующие годы валлийские монархи потеряли свои твердыни и стали подчиняться английской короне. Сын Карадога — Оуайн — упоминается в 1140 году, а его сын Морган был признан лордом Каэрлеона королем Англии Генрихом II. Морган был убит Ифором Коротким в 1158 году и ему наследовал его брат Йорверт.
Генрих II атаковал, уничтожил и конфисковал Каэр-Леон у Йорверта в сентябре 1171 года по недокументированным причинам. В 1172 году люди Уильяма Фитц-Роберта, 2-й граф Глостер убили сына Йорверта, Оуайна, а Йорверт и его выживший сын Хивел начали восстание против норманнов. Хроника Принцев за 1175 год сообщает, что "Хивел из Каерлеона, схватил Оуайна Пенкарна, своего дядю, неизвестного отцу ", и ослепил и кастрировал его. В июне 1175 года Йорверт участвовал в совете Глостера, где Каэрлеон был восстановлен к нему по настоянию Лорда Риса, лорда Дехейбарта. Похоже, что Хивел сменил своего отца как лорда Каэрлеона в 1184 году. Он охранял замки в Гламоргане и Гвинллуге для короля во время восстания в Уэльсе в 1184-85 годах и продолжал служить короне в царствование Ричарда I в Англии. Похоже, что Хивел умер во время нападений, которые Лливелин Великий вел против королевских земель и валлийской марки в Уэльсе в начале лета 1215 года.
Ему наследовал его сын Морган.